# Polysticta stelleri
El eider de Steller (Polysticta stelleri), también eider menor o eider chico  es una especie de ave anseriforme de la familia Anatidae que habita en las costas del Ártico, al este de Siberia y Alaska. Construye sus nidos sobre la tundra, cerca del mar, y deposita entre seis y diez huevos cada vez.
Migra hacia el sur del mar de Bering, al norte de Escandinavia y al mar Báltico. Puede formar colonias muy numerosas, de más de doscientas mil aves, en las costas adecuadas para su reproducción. Esta zona se encuentra poco más al sur de su hábitat común. 
Esta especie se alimenta de crustáceos y moluscos, con una marcada preferencia hacia los mejillones. Suele hundirse en el agua para capturar a sus presas. 
Es el más pequeño de los eiders. El macho es inconfundible, con su parte superior negra y su collar alrededor del cuello, con su cabeza blanca y sus patas de tono amarillento. Su llamado consta de un canto profundo, aunque es relativamente silencioso comparado con los de los demás miembros del género Somateria. 
La hembra presenta un plumaje de color marrón oscuro, es más pequeña y su cabeza y cuerpo son más parecidos a los de los patos comunes que en los otros eiders. También tiene un repertorio de gruñidos y silbidos. 
Esta ave obtuvo su nombre a partir del naturalista alemán Georg Steller.
Se cree que el eider de Steller se ha cruzado y formado híbridos con el eider común en al menos dos ocasiones. En Alemania se ha encontrado un ejemplar macho con características de ambas especies el 17 de noviembre de 1993. Poco menos de dos años más tarde, el 7 de abril de 1995, se avistó otro macho en Noruega; se publicó una fotografía de este pájaro en un libro de Forsman (1995).

## Conservación
El eider de Steller es una de las especies protegidas por el Acuerdo para la Conservación de las Aves Acuáticas Africanas y de Eurasia (AEWA, por sus siglas en inglés). En Alaska existe un plan activo para la recuperación de la especie.